# Andrew Nkea Fuanya

Wappen von Andrew Nkea Fuanya (Bamenda)

Wappen von Andrew Nkea Fuanya

Andrew Nkea Fuanya (* 29. August 1965 in Widikum, Kamerun) ist ein kamerunischer Geistlicher und römisch-katholischer Erzbischof von Bamenda.

## Leben
Andrew Nkea Fuanya empfing am 22. April 1992 das Sakrament der Priesterweihe.
Am 10. Juli 2013 ernannte ihn Papst Franziskus zum Koadjutorbischof von Mamfe. Die Bischofsweihe spendete ihm der Apostolische Nuntius in Kamerun, Piero Pioppo, am 23. August desselben Jahres. Mitkonsekratoren waren der Bischof von Mamfe, Francis Teke Lysinge, und der Bischof von Buéa, Emmanuel Bushu. Mit dem Rücktritt Bischof Francis Teke Lysinges am 25. Januar 2014 folgte er diesem als Bischof von Mamfe nach.
Am 30. Dezember 2019 ernannte der Papst ihn als Nachfolger von Cornelius Fontem Esua zum Erzbischof von Bamenda. Die Amtseinführung erfolgte am 22. Februar 2020. Das Bistum Mamfe verwaltete er bis zur Amtseinführung seines Nachfolgers Aloysius Fondong Abangalo am 5. Mai 2022 weiter als Apostolischer Administrator.
Seit dem 30. April 2022 ist Andrew Nkea Fuanya zudem Präsident der Kamerunischen Bischofskonferenz.
Bei der zweiten Tagung der Weltsynode im Oktober 2024 widersprach er energisch den Forderungen europäischer Synodenteilnehmer nach Reformen in der katholischen Kirche wie etwa der Zulassung von Frauen zum Diakonat: „Wir lassen uns von Europa nicht mehr belehren.“